# Hôtel de Sassenay (Chalon-sur-Saône)
Pour les articles homonymes, voir Hôtel de Sassenay.
L'hôtel de Sassenay est un hôtel particulier situé sur le territoire de la commune de Chalon-sur-Saône dans le département français de Saône-et-Loire et la région Bourgogne-Franche-Comté.

## Historique
Il fait l'objet d'une inscription au titre des monuments historiques depuis le 27 septembre 1948.